# Třebonice

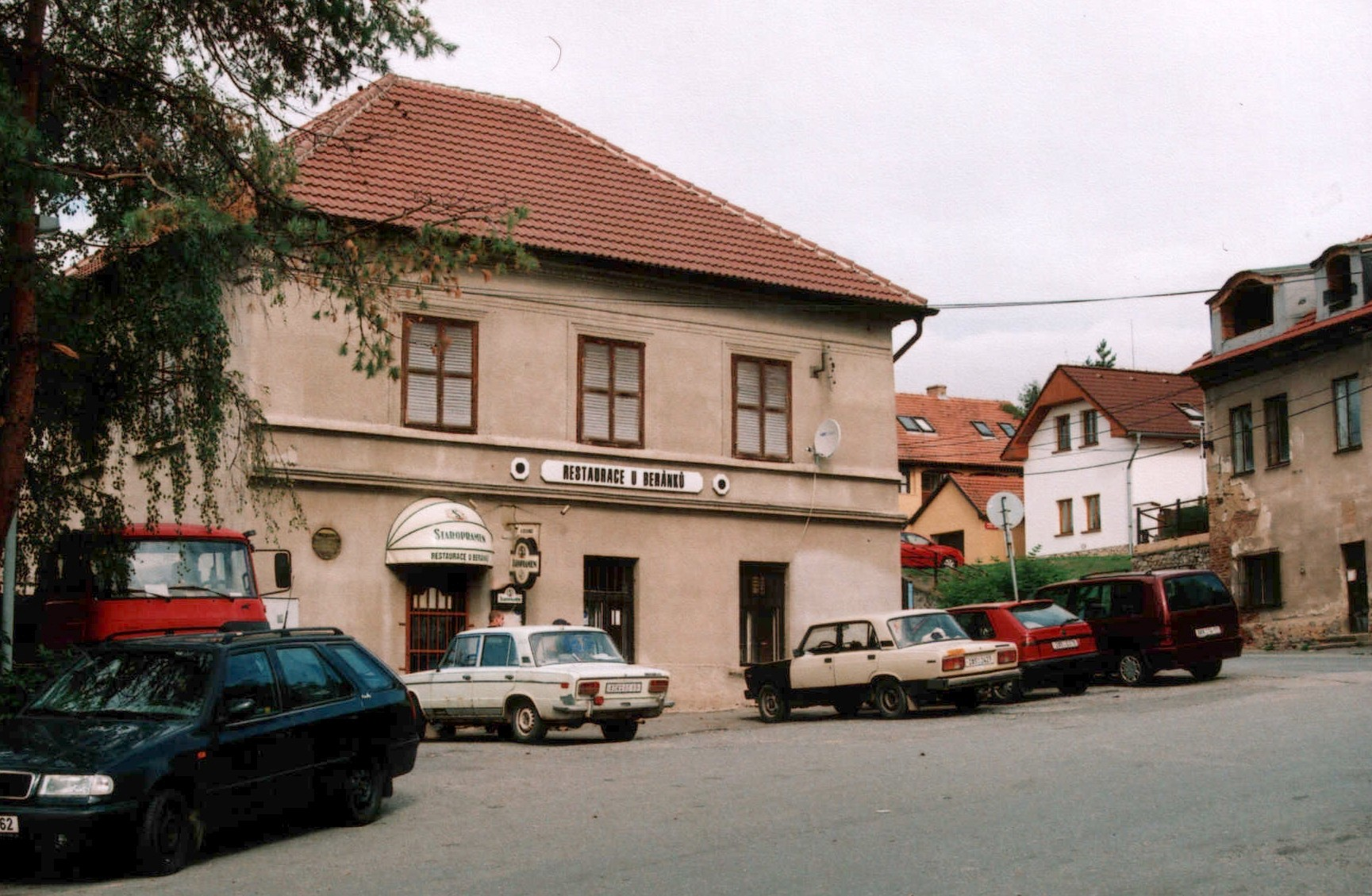
Een restaurant in Třebonice.

Třebonice is een buitenwijk van de Tsjechische hoofdstad Praag aan de westzijde van de stad. Het grootste gedeelte van de wijk ligt in het gemeentelijk district Praag 13, kleine delen liggen in Praag-Řeporyje en Praag-Zličín. De eerste vermelding van het dorp stamt uit het jaar 1297. Sinds 1974 hoort Třebonice bij Praag, tegenwoordig heeft het 413 inwoners (2006). De huidige wijk ligt tegen de gemeentegrens van Praag aan, aan de andere kant van de grens ligt Chrášťany.
In het deel van Třebonice wat bij Praag-Zličín hoort staat het metrostation Zličín.